# The Arkham Sampler
The Arkham Sampler fue una revista estadounidense de fantasía y terror publicada por primera vez en invierno de 1948. Su sede estaba en Sauk City, Wisconsin. La revista, editada por August Derleth, fue la primera de dos publicadas por Arkham House. Se publicó con periodicidad trimestral. El diseño de la cubierta fue obra de Ronald Clyne y se imprimió en colores alternos en cada uno de los ocho números publicados. Cada número tenía una tirada de 1200 ejemplares, con la excepción del de invierno de 1949, del que se imprimieron 2000 ejemplares. El número de otoño de 1949 fue el último publicado de esta revista.
La revista publicó, ficción, poesía, reseñas, cartas, artículos y datos bibliográficos. En ella aparecieron los primeros relatos de H. P. Lovecraft, Ray Bradbury, Robert E. Howard, Theodore Sturgeon, A. E. van Vogt, Robert Bloch y otros. También se publicaron trabajos de Anthony Boucher, Everett F. Bleiler, Martin Gardner, Carl Jacobi, David H. Keller, Fritz Leiber, Frank Belknap Long, E. Hoffmann Price, Vincent Starrett, Julio Verne y H. Russell Wakefield.